# Mathias Poncet de La Rivière
Pour les articles homonymes, voir Poncet.
Mathias Poncet de La Rivière (né à Paris en 1707 et mort à Paris le 5 août 1780) est un ecclésiastique qui fut évêque de Troyes de 1742 à 1758.

## Biographie
Mathias Poncet de La Rivière est le fils de Pierre Poncet (1666-1728), président au parlement de Paris, comte d'Ablis, et de Jeanne Severt. Par sa mère, il est le neveu d'Elisabeth Christine Severt, épouse de Pomponne Mirey, et du conseiller au Parlement Jean Jacques Severt, un des rapporteurs du procès du régicide Damiens et homme « fort attaché à la société des cydevant soi-disant jésuittes ». Par son père, il est le neveu de Michel Poncet de La Rivière, évêque d'Angers. 
Destiné à l'Église, il est accueilli comme chanoine d'Angers par son oncle paternel qui veille à son éducation. Il est pourvu en commende dès 1730 de l'abbaye Saint-Junien de Nouaillé-Maupertuis dans le diocèse de Poitiers. Il devient vicaire général de l'évêché de Séez pendant l'épiscopat de Jacques Lallement.
Il est désigné pour l'évêché de Troyes en 1742. Il est confirmé le 29 juillet et est consacré en septembre suivant par l'archevêque de Sens Jean-Joseph Languet de Gergy. En 1745 il obtient la commende de l'abbaye de Montebourg. L'administration de son diocèse est particulièrement conflictuelle. « Petit prélat constitutionnaire » selon l'expression du marquis d'Argenson, il s'emploie à faire respecter la bulle Unigenitus. Il a de ce fait de nombreux démêlés avec les Appelants, le chapitre de chanoines, les curés, les magistrats et le parlement de Paris qui soutiennent les jansénistes locaux. Son intransigeance pousse le roi à l'exiler à Méry-sur-Seine en 1755 puis à Murbach en 1756 où il devient l'aumônier de Stanislas Leszczynski, duc de Lorraine. Rentré dans son évêché en 1757, il décline l'offre d'un transfert à l'évêché d'Aire pour reprendre la résistance à ses opposants. Mais le roi Louis XV le pousse à se démettre le 28 février 1758.  
Il devient alors le dernier abbé de l'abbaye Saint-Bénigne de Dijon jusqu'à ce que la mense abbatiale soit rattachée à celle de l'évêché de Dijon en 1775. Il meurt en 1780 à Paris où il résidait en fait. 
Il s'est fait remarquer par ses prêches et ses oraisons funèbres qui seront publiées en 1804 particulièrement celles de Marie-Thérèse d'Espagne (1746), Catherine Opalinska (1747), Anne-Henriette de France (1752), Louise-Elisabeth de France duchesse de Parme (1760) et Elisabeth Farnèse reine d'Espagne (1766). Il prononce également un sermon lors de la prise d'habit de Louise-Marie de France chez les carmélites le 10 septembre 1770.

## Iconographie
L'église Saint-Martin de Mœurs conserve une huile sur toile du XVIIIe siècle où Mathias Poncet de la Rivière est représenté en prière auprès des bergers venus adorer l'Enfant Jésus.